# Klaus Mettig
Klaus Mettig (* 1950 in Brandenburg an der Havel) ist ein deutscher Künstler. Er lebt in Düsseldorf.
1973 erhielt Klaus Mettig ein Stipendium am Whitney Museum of American Art, New York City. Zwischen 1976 und 1978 folgten Reisen und Aufenthalte in den USA und China. Mettig ist einer der ersten Multimedia-Künstler. Seit den 1970er Jahren nutzt er Fotografie und Videokunst, um sich mit gesellschaftlichen Fragen auseinanderzusetzen.

## Einzelausstellungen (Auswahl)
- 1974: Galerie Oppenheim, Köln
- 1975: (und später) Galerie Klein, Bonn
- 1980: Kunsthalle Düsseldorf
- 1982: And such a press of people, Stedelijk Van Abbe Museum Eindhoven
- 1983: Die Explosion ist lautlos, Kunstmuseum Bonn; Württembergischer Kunstverein Stuttgart
- 1987: Karl Schmidt-Rottluff-Stipendium. Mathildenhöhe Darmstadt
- 1989: Kunstmuseum Düsseldorf
- 2008: Haus am Kleistpark und Neue Gesellschaft für Bildende Kunst, Berlin
- 2010: Don’t be left behind, Stiftung Museum Kunst Palast, Düsseldorf
- 2017: Klaus Mettig. Reisender ohne Fahrschein, LVR-LandesMuseum, Bonn

## Ausstellungsbeteiligungen (Auswahl)
- 1982: Documenta 7, Kassel
  - Videokunst in Deutschland, Kölnischer Kunstverein
- 1983: Ansatzpunkte kritischer Kunst heute, Bonner Kunstverein; NGBK, Berlin
- 1984: Rheingold, Palazzo della Società Promotrice delle Belle arti, Turin
- 1987: Sie machen, was sie wollen, Sofia
- 1989: 2000 Jahre. Die Gegenwart der Vergangenheit, Bonner Kunstverein
- 1995: RAM, Badischer Kunstverein Karlsruhe u. a.
- 2004: Klaus Mettig, Christoph Brech, Walter Storms Galerie München
- 2005: China. September-October 1978. Klaus Mettig, Katharina Sieverding,  Kunstmuseum Wolfsburg
- 2006: Every Day ...another artist/work/show, Salzburger Kunstverein.
- 2015: Road Map, Art Foyer, DZ-Bank Kunstsammlung, Frankfurt am Main.[1]

## Auszeichnungen
- 1973: Stipendium am Whitney Museum of American Art, New York City.
- 1984: Karl-Schmidt-Rottluff-Stipendium.